# Gran Premio de Brasil
El Gran Premio de São Paulo (anteriormente Gran Premio de Brasil, en portugués: Grande Prêmio do Brasil) es una carrera de automovilismo de velocidad disputada en Brasil desde el año 1972, que ha sido válida para el Campeonato Mundial de Fórmula 1 desde 1973. Actualmente se disputa en el Autódromo José Carlos Pace en Interlagos (ciudad de San Pablo); anteriormente tuvo lugar también en el Autódromo Internacional Nelson Piquet de Jacarepaguá, Río de Janeiro.
Tradicionalmente, el Gran Premio de Brasil se disputaba en otoño, abriendo la temporada o dentro de las primeras tres pruebas del campeonato. En 2004 se disputó a final de temporada debido a unas obras de mejora de las instalaciones de Interlagos; sin embargo, debido al mayor éxito de público al pasar a celebrarse en primavera, desde entonces se ha seguido disputando hacia final de temporada, a menudo como la carrera de cierre. Por ello, ha sido sede de la definición del campeón con frecuencia en los últimos años. Ejemplos de ellos son el tricampeonato de Vettel, el bicampeonato de Fernando Alonso, y los campeonatos de Kimi Räikkonen, Lewis Hamilton y Jenson Button.
El piloto más victorioso de la carrera es el francés Alain Prost, con seis triunfos. El argentino Carlos Reutemann y el alemán Michael Schumacher lo siguen con cuatro conquistas cada uno. Los locatarios que ganaron el Gran Premio de Brasil son los campeones Emerson Fittipaldi, Nelson Piquet y Ayrton Senna, al igual que José Carlos Pace y Felipe Massa. El paulista Rubens Barrichello compitió 17 ediciones en Interlagos, habiendo conseguido un tercer puesto en 2004 como mejor resultado y 11 abandonos.
A partir de 2021 pasó a denominarse «Gran Premio de São Paulo».

## Ganadores
- Las carreras que no forman parte del campeonato de Fórmula 1 están señaladas con un fondo de color rosado.

| Año                      | Piloto                 | Equipo/Motor          | Circuito              | Resultados            |                |
| Gran Premio de Brasil    | Gran Premio de Brasil  | Gran Premio de Brasil | Gran Premio de Brasil | Gran Premio de Brasil |                |
| ------------------------ | ---------------------- | --------------------- | --------------------- | --------------------- | -------------- |
| 1972                     | Carlos Reutemann       | Brabham-Ford          | Interlagos            | Resultados            |                |
| 1973                     | Emerson Fittipaldi     | Lotus-Ford            | Interlagos            | Resultados            |                |
| 1974                     | Emerson Fittipaldi (2) | McLaren-Ford          | Interlagos            | Resultados            |                |
| 1975                     | José Carlos Pace       | Brabham-Ford          | Interlagos            | Resultados            |                |
| 1976                     | Niki Lauda             | Ferrari               | Interlagos            | Resultados            |                |
| 1977                     | Carlos Reutemann (1)   | Ferrari               | Interlagos            | Resultados            |                |
| 1978                     | Carlos Reutemann (2)   | Ferrari               | Jacarepaguá           | Resultados            |                |
| 1979                     | Jacques Laffite        | Ligier-Ford           | Interlagos            | Resultados            |                |
| 1980                     | René Arnoux            | Renault               | Interlagos            | Resultados            |                |
| 1981                     | Carlos Reutemann (3)   | Williams-Ford         | Jacarepaguá           | Resultados            |                |
| 1982                     | Alain Prost            | Renault               | Jacarepaguá           | Resultados            |                |
| 1983                     | Nelson Piquet          | Brabham-BMW           | Jacarepaguá           | Resultados            |                |
| 1984                     | Alain Prost (2)        | McLaren-TAG           | Jacarepaguá           | Resultados            |                |
| 1985                     | Alain Prost (3)        | McLaren-TAG           | Jacarepaguá           | Resultados            |                |
| 1986                     | Nelson Piquet (2)      | Williams-Honda        | Jacarepaguá           | Resultados            |                |
| 1987                     | Alain Prost (4)        | McLaren-TAG           | Jacarepaguá           | Resultados            |                |
| 1988                     | Alain Prost (5)        | McLaren-Honda         | Jacarepaguá           | Resultados            |                |
| 1989                     | Nigel Mansell          | Ferrari               | Jacarepaguá           | Resultados            |                |
| 1990                     | Alain Prost (6)        | Ferrari               | Interlagos            | Resultados            |                |
| 1991                     | Ayrton Senna           | McLaren-Honda         | Interlagos            | Resultados            |                |
| 1992                     | Nigel Mansell (2)      | Williams-Renault      | Interlagos            | Resultados            |                |
| 1993                     | Ayrton Senna (2)       | McLaren-Ford          | Interlagos            | Resultados            |                |
| 1994                     | Michael Schumacher     | Benetton-Ford         | Interlagos            | Resultados            |                |
| 1995                     | Michael Schumacher (2) | Benetton-Renault      | Interlagos            | Resultados            |                |
| 1996                     | Damon Hill             | Williams-Renault      | Interlagos            | Resultados            |                |
| 1997                     | Jacques Villeneuve     | Williams-Renault      | Interlagos            | Resultados            |                |
| 1998                     | Mika Häkkinen          | McLaren-Mercedes      | Interlagos            | Resultados            |                |
| 1999                     | Mika Häkkinen (2)      | McLaren-Mercedes      | Interlagos            | Resultados            |                |
| 2000                     | Michael Schumacher (3) | Ferrari               | Interlagos            | Resultados            |                |
| 2001                     | David Coulthard        | McLaren-Mercedes      | Interlagos            | Resultados            |                |
| 2002                     | Michael Schumacher (4) | Ferrari               | Interlagos            | Resultados            |                |
| 2003                     | Giancarlo Fisichella   | Jordan-Ford           | Interlagos            | Resultados            |                |
| 2004                     | Juan Pablo Montoya     | Williams-BMW          | Interlagos            | Resultados            |                |
| 2005                     | Juan Pablo Montoya (2) | McLaren-Mercedes      | Interlagos            | Resultados            |                |
| 2006                     | Felipe Massa           | Ferrari               | Interlagos            | Resultados            |                |
| 2007                     | Kimi Räikkönen         | Ferrari               | Interlagos            | Resultados            |                |
| 2008                     | Felipe Massa (2)       | Ferrari               | Interlagos            | Resultados            |                |
| 2009                     | Mark Webber            | Red Bull-Renault      | Interlagos            | Resultados            |                |
| 2010                     | Sebastian Vettel       | Red Bull-Renault      | Interlagos            | Resultados            |                |
| 2011                     | Mark Webber (2)        | Red Bull-Renault      | Interlagos            | Resultados            |                |
| 2012                     | Jenson Button          | McLaren-Mercedes      | Interlagos            | Resultados            |                |
| 2013                     | Sebastian Vettel (2)   | Red Bull-Renault      | Interlagos            | Resultados            |                |
| 2014                     | Nico Rosberg           | Mercedes              | Interlagos            | Resultados            |                |
| 2015                     | Nico Rosberg (2)       | Mercedes              | Interlagos            | Resultados            |                |
| 2016                     | Lewis Hamilton         | Mercedes              | Interlagos            | Resultados            |                |
| 2017                     | Sebastian Vettel (3)   | Ferrari               | Interlagos            | Resultados            |                |
| 2018                     | Lewis Hamilton (2)     | Mercedes              | Interlagos            | Resultados            |                |
| 2019                     | Max Verstappen         | Red Bull-Honda        | Interlagos            | Resultados            |                |
| 2020                     | No se disputó.         | No se disputó.        | No se disputó.        | No se disputó.        | No se disputó. |
| Gran Premio de São Paulo |                        |                       |                       |                       |                |
| 2021                     | Lewis Hamilton (3)     | Mercedes              | Interlagos            | Resultados            |                |
| 2022                     | George Russell         | Mercedes              | Interlagos            | Resultados            |                |
| 2023                     | Max Verstappen (2)     | Red Bull-Honda RBPT   | Interlagos            | Resultados            |                |
| 2024                     | Max Verstappen (3)     | Red Bull-Honda RBPT   | Interlagos            | Resultados            |                |

## Estadísticas

### Pilotos con más victorias
| Victorias | Piloto               | Años                               |
| --------- | -------------------- | ---------------------------------- |
| 6         | Alain Prost          | 1982, 1984, 1985, 1987, 1988, 1990 |
| 4         | Michael Schumacher   | 1994, 1995, 2000, 2002             |
| 3         | Carlos Reutemann     | 1977, 1978, 1981                   |
| 3         | Sebastian Vettel     | 2010, 2013, 2017                   |
| 3         | Lewis Hamilton       | 2016, 2018, 2021                   |
| 3         | Max Verstappen       | 2019, 2023, 2024                   |
| 2         | Emerson Fittipaldi   | 1973, 1974                         |
| 2         | Nelson Piquet        | 1983, 1986                         |
| 2         | Nigel Mansell        | 1989, 1992                         |
| 2         | Ayrton Senna         | 1991, 1993                         |
| 2         | Mika Häkkinen        | 1998, 1999                         |
| 2         | Juan Pablo Montoya   | 2004, 2005                         |
| 2         | Felipe Massa         | 2006, 2008                         |
| 2         | Mark Webber          | 2009, 2011                         |
| 2         | Nico Rosberg         | 2014, 2015                         |
| 1         | José Carlos Pace     | 1975                               |
| 1         | Niki Lauda           | 1976                               |
| 1         | Jacques Laffite      | 1979                               |
| 1         | René Arnoux          | 1980                               |
| 1         | Damon Hill           | 1996                               |
| 1         | Jacques Villeneuve   | 1997                               |
| 1         | David Coulthard      | 2001                               |
| 1         | Giancarlo Fisichella | 2003                               |
| 1         | Kimi Räikkönen       | 2007                               |
| 1         | Jenson Button        | 2012                               |
| 1         | George Russell       | 2022                               |

### Constructores con más victorias
| Victorias | Constructor | Años                                                                   |
| --------- | ----------- | ---------------------------------------------------------------------- |
| 12        | McLaren     | 1974, 1984, 1985, 1987, 1988, 1991, 1993, 1998, 1999, 2001, 2005, 2012 |
| 11        | Ferrari     | 1976, 1977, 1978, 1989, 1990, 2000, 2002, 2006, 2007, 2008, 2017       |
| 7         | Red Bull    | 2009, 2010, 2011, 2013, 2019, 2023, 2024                               |
| 6         | Williams    | 1981, 1986, 1992, 1996, 1997, 2004                                     |
| 6         | Mercedes    | 2014, 2015, 2016, 2018, 2021, 2022                                     |
| 2         | Brabham     | 1975, 1983                                                             |
| 2         | Renault     | 1980, 1982                                                             |
| 2         | Benetton    | 1994, 1995                                                             |
| 1         | Lotus       | 1973                                                                   |
| 1         | Ligier      | 1979                                                                   |
| 1         | Jordan      | 2003                                                                   |